# Årnäsuddens naturreservat
Årnäsudden är ett naturreservat på Årnäshalvön i Ås socken i Varbergs kommun i  Halland.
Reservatet har en yta på 57,2 hektar och består av ljunghed, strandäng och hällmark. Det ägs av Naturvårdsverket och har varit skyddat sedan 1968. På naturreservatet betar kor och får.
Till de ovanligare arterna som finns i reservat hör granspiran. Ett flertal vadararter häckar i området. På udden finns fornlämningar från brons- och järnåldern.